# José Serebrier
José Serebrier (Montevideo, 3 december 1938) is een Uruguayaans dirigent en componist. Hij had voorouders uit Rusland en Polen.

## Levensloop
Op negenjarige leeftijd neemt hij vioollessen; op elfjarige leeftijd dirigeerlessen. Op de middelbare school organiseert en dirigeert hij het eerste jeugdorkest van Uruguay en toert daarmee door het land. Als hij vijftien jaar is, slaagt hij voor het examen van de plaatselijke Muziekschool in Montevideo. Daarna ziet hij geen kans dirigent te worden van het enige beroepsorkest van dat land. Hij slaagt er wel in een compositie in te dienen voor een wedstrijd. Alhoewel maar een korte voorbereidingstijd krijgt hij zijn compositie af, maar mag zelf helaas niet dirigeren. Een oudere dirigent, Eleazar de Carvalhoy, mag die schone taak op zich nemen.
In 1956 verhuist Serebrier naar de Verenigde Staten en studeert aan het Curtis Institute of Music in Philadelphia (Pennsylvania) bij Vittorio Giannini en later aan Tanglewood bij Aaron Copland. In de VS maakt hij ook kennis met de bekende dirigenten Pierre Monteux en Antal Doráti, als assistentdirigent van onder meer het Minneapolis Symphony Orchestra (1958-1960). In 1959 maakt hij kennis met Leopold Stokowski, als leider van het toen net opgerichte American Symphony Orchestra. Serebrier ontmoette Stokowski voor het eerst in 1957 toen deze laatste in Houston de première van Charles Ives’ 4de symfonie voorbereidde. Van dit voornemen kwam niets; de première moest tot 1965 wachten. Dit gigantisch ingewikkelde werk werd toentertijd met 3 dirigenten uitgevoerd en Serebrier was een van de 3. Serebrier en Stokowski werkten vaak samen en correspondeerden regelmatig (enkele van hun brieven zijn afgedrukt in de toelichtingen bij de cd-uitgaves van Serebriers opnames van Stokowski’s transcripties op het platenlabel Naxos). Daarna gaat hij verder met het Cleveland Philharmonic Orchestra (1968-1971) en gaat in de leer bij George Szell. Hij is een van de eerste dirigenten die de symfonieën van Charles Ives opneemt voor uitgave op cd, daarna worden nog meer onderscheidingen ontvangen voor diverse opnamen, onder meer voor de filmsuites van Dmitri Sjostakovitsj.
Serebrier is op zijn best in het flitsende orkestrepertoire (Stravinsky bv.) met een hoge moeilijkheidsgraad, en vooral in de zogenoemde ‘nieuwe muziek’ van 20ste-eeuwse componisten. Dit laatste is een relatief eenvoudige manier om in te excelleren omdat er van dit soort werken meestal geen referenties met andere interpretaties en uitvoeringen bestaan. De typerende Amerikaanse manier van orkestspel ligt hem het best. Serebrier is nog bij geen enkel orkest langdurig vaste dirigent geweest.

## Stijl
Serebriers stijl is tonaal en eclectisch. Er zijn invloeden van de laat romantische muziek, jazz en musical en ‘practical jokes’ zoals die ook in de composities van Leroy Anderson zijn te beluisteren. Het gaat te ver te stellen dat hij een eigen stijl heeft voor zover dat in de hedendaagse muziekscene, met meer dan 500 jaar geschiedenis, nog mogelijk is. Een voorbeeld van deze ‘gemakkelijke’ stijl is zijn bewerking tot een symfonie van thema’s uit Bizets opera Carmen tot de ‘Carmen-Symphonie’ die zeer geïnspireerd lijkt door een werk van de Russische componist Rodion Sjtsjedrin (het ballet Carmen Suite).
In de opnamestudio breekt hij een lans voor de arrangementen, bewerkingen en transcripties van muziek van  J. S. Bach en Wagner van Leopold Stokowski en hij neemt zijn eigen werk op. Hij heeft echter al meer dan 250 cd’s opgenomen met muziek van Albeniz tot Kurt Weill.

## Composities

### Werken voor orkest
- 1952 Elegie, voor strijkers; - première: Belo Horizonte, Brazilië, o.l.v. Guido Santórsola
- 1956 Symfonie nr. 1 - bekroond door de Koussevitsky Foundation en met de felbegeerde aanmoedigingsprijs voor jonge componisten van BMI;
- 1957 Momento psicologico, voor viool en orkest
- 1957 Suite Canina (Canine Suite)
- 1958 Symfonie nr. 2; bijnaam Partita;
- 1960 Fantasie, voor strijkers;
- 1963 Poema Elegíaco (2e deel uit "Partita") première door het American Symphony Orchestra
- 1964 Variaciones sobre un tema de la infancia (Variations on a theme from childhood), voor trombone en strijkorkest
- 1966 Passacaglia and perpetuum mobile, voor accordeon en kamerorkest
- 1971 Colores Mágicos, voor orkest (multimedia)
- 1991 Dorothy and Carmine!, voor 2 fluiten (evt. 1 fluit) en strijkorkest
- 1995 Vioolconcert "Winter"
- 1999 Winterreise
- 2003 Symfonie nr. 3 - "Symphonie mystique", voor sopraan en strijkorkest
- Casi un Tango, voor orkest
- Legend of Faust
- Nueve, voor contrabas en orkest
- Tango en Azul (Tango in Blue), voor orkest

### Werken voor harmonieorkest
- 1969 Twelve plus Twelve, voor harmonieorkest

### Muziektheater

#### Balletten
- Orpheus x Light

### Vocale muziek
- Erotica, voor hoge stem en ensmble
- Orpheus Times Light, voor hoge stem en ensemble

### Werken voor koren
- 1986 George and Muriel, voor contrabas, contrabas-ensemble en gemengd koor

### Kamermuziek
- 1948 Vioolsonate, op. 1
- 1956 Quartet, voor saxofoons
- At dusk, in shadows, voor solofluit;
- Fantasie, voor strijkkwartet
- Manitowabing, duo voor houtblazers
- Night Cry, voor groot koperensemble (4 hoorns, 2 trompetten, 3 trombones, tuba)
- Seis por Television, voor gemengd ensemble

### Werken voor piano
- Sonata

### Werken voor slagwerk
- Preludio Fantastico y Danza Magica
- Symphony for Percussion